# Stopplaats Leekerweg
Stopplaats Leekerweg (telegrafische code: lkg) was een stopplaats aan de voormalige spoorlijn Hoorn - Bovenkarspel-Grootebroek nabij de buurtschap Leekerweg. De stopplaats was geopend van 2 december 1913 tot 1935.